# Gneo Genucio Aventinense
Gneo Genucio Aventinense (fl. IV secolo a.C.) è stato un politico e militare romano.

## Consolato
Nel 363 a.C. fu eletto console con il collega Lucio Emilio Mamercino.
Per provare a sconfiggere la peste, che imperversava a Roma da tre anni, il Senato nominò dittatore Lucio Manlio Capitolino Imperioso.